# Chambres du Parlement irlandais
 (octobre 2024).
Si vous disposez d'ouvrages ou d'articles de référence ou si vous connaissez des sites web de qualité traitant du thème abordé ici, merci de compléter l'article en donnant les références utiles à sa vérifiabilité et en les liant à la section « Notes et références ».

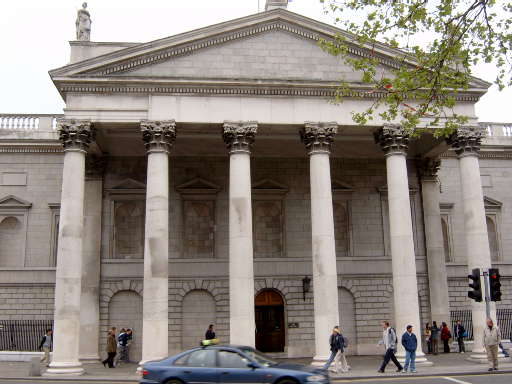
Entrée de la chambre des Lords conçue par l’architecte James Gandon.

Les Chambres du Parlement irlandais, aujourd’hui connues sous les noms de Bank of Ireland ou College Green (en raison de son utilisation actuelle comme succursale de banque) est le premier édifice conçu pour le Bicamérisme, c'est-à-dire pour loger la Chambre des lords et la Chambre des communes.
En 2010, Seán Haughey propose que ce lieu et d'autres bâtiments historiques appartenant aux banques soient cédés à l'État, mais la proposition est rejetée par le gouverneur de la Banque centrale d'Irlande.